# Donald al II-lea al Scoției
Domnall mac Causantín (n. 862 d.Hr. – d. 900 d.Hr., Forres⁠(d), Scoția, Regatul Unit), cunoscut și ca Donald al II-lea, a fost regele Picților sau regele Scoției la sfârșitul secolului al IX-lea. El a fost fiul lui Constantin I.
Donald a devenit rege la moartea sau detronarea lui Giric, la o dată necunoscută, însă este plasată undeva în anul 889. Cronica regilor din Alba raportează:
Doniualdus fiul lui Constantini a deținut regatul pentru 11 ani (889 - 900). Nordicii au pierdut Picția la acea vreme. În timpul domniei sale a avut loc o luptă între danezi și scoțieni la Innisibsolian în care scoțienii au deținut victoria. A fost ucis la Opidum Forther (Dunnottar de astăzi) de rudele sale.
A fost sugerat că atacul asupra de la Dunnottar a fost mai degrabă un raid mic a unor pirați și poate fi asociat cu ravagiile din Scoția atribuite la Harald Fairhair în Heimskringla. Profeția Berchán plasează moartea lui Donald la Dunnottar, dar pare să fie atribuit și la Gael. Alte surse susțin că a murit la Forres, iar moartea acestuia este datată în anul 900, în Analele Ulster și Cronica Scotorum, unde el este numit rege al Abei, mai degrabă decât regele Picților. A fost îngropat la Iona.
Protrivit Cronicilor Regilor din Alba, Donald a fost urmat la tron de către vărul său, Constantin al II-lea al Scoției. Fiul lui Donald, Malcolm, a  devenit rege mai târziu, ca Malcolm I.